# チャヤン

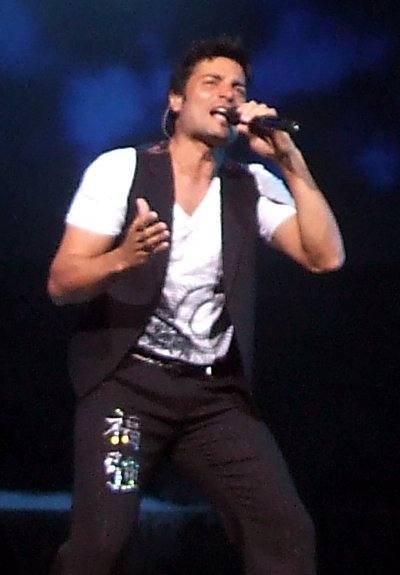
トロントのコンサートにて

チャヤン（Chayanne, 1968年6月28日 - ）は、プエルトリコ出身の歌手。本名はElmer Figueroa Arce。

## 来歴
プエルトリコのRio Piedrasにて誕生。5人兄弟の3番目。
70年代後半人気グループメヌードのオーディションを受けるも、当時はまだ若すぎるとの理由で落選。その代わりLos Chicosというグループの一員となり4曲のヒットを放つ。
1984年に解散後、ソロとしてキャリアをスタート。RCAと契約。1987年にSony Musicに移籍しアルバムが初ヒット。
1980年代には幾つかのテレノベラにて俳優としても活躍。1998年にはアメリカ映画Dance with Meにヴァネッサ・ウィリアムズと共演。アリー my Loveにもゲスト出演している。
ベネズエラ人で美人コンテストなどの優勝経験を持つ、弁護士のMarilisa Maronesseと結婚。Lorenzo Valentino and Isadora Sofiaの父親。現在はマイアミ在住。

## ディスコグラフィー

### アルバム
- Es mi nombre
- Sangre latina
- Chayanne　(1988)
- Tiempo de vals　(1990)
- Provócame　(1992)
- Influencias　(1994)
- Volver a nacer　(1996)
- Atado a tu amor　(1998)
- Simplemente　(2000)
- Grandes éxitos　(2002)
- Sincero　(2003)
- Desde siempre
- Cautivo　(2005)
- Mi tiempo　(2007)
- No Hay Imposibles (2010)
- A Solas Con Chayanne (2012)

## フィルモグラフィー
- 2010: 塔の上のラプンツェル（スペイン語版吹き替え）
- 2008: ガブリエル〜不滅の愛〜
- 2004: La niñera
- 2001: Provócame
- 1998: ダンス・ウィズ・ミーen:Dance with Me (film)
- 1994: Linda Sara
- 1986: Pobre juventud